# Вищий пілотаж (фільм, 2002)
Вищий пілотаж (англ. Spun) — американський фільм 2002 року.

## Сюжет
Росс, безробітний студент-неук, постійно перебуває в пошуку нової дози метамфетаміну. У будинку свого дилера «Павука» Майка він знайомиться з виробником метамфетаміну Куком і його подружкою-стриптизеркою. Так почалася стрімка, запаморочлива триденна подорож Росса по хвилях божевілля, у якому він втратив уявлення не тільки про час і місце, а й про самого себе.

## У ролях
| Актор            | Роль                 |
| ---------------- | -------------------- |
| Джейсон Шварцман | Росс                 |
| Міккі Рурк       | Кук                  |
| Бріттані Мерфі   | Ніккі                |
| Джон Легуізамо   | Павук Майк           |
| Міна Суварі      | Кукі                 |
| Патрік Ф'юджит   | Фрісбі               |
| Пітер Стормаре   | поліцейський         |
| Алексіс Аркетт   | поліцейський         |
| Деббі Гаррі      | сусідка              |
| Ерік Робертс     | The Man              |
| Хлоя Гантер      | Ейпріл Лов           |
| Ніколас Гонсалес | Енджел               |
| Шарлотта Айян    | Емі                  |
| Ларрі Дрейк      | доктор Кей           |
| Біллі Корган     | доктор               |
| Чайна Чоу        | проститутка          |
| Роб Гелфорд      | клерк                |
| Тоні Кей         | менеджер стрип-клубу |
| Рон Джеремі      | бармен               |
| Джош Пек         | жирний хлопець       |